# 第11軍 (德國國防軍)
第11軍（德語：XI. Armeekorps）是二戰期間德國陸軍的一個軍。1939年，第11軍的司令部於位於波蘭，1940年轉至法國。1941年4月，第11軍參與進攻南斯拉夫，1941年5月至戰爭結束，第11軍都在東線作戰。